# 坎普自由鎮

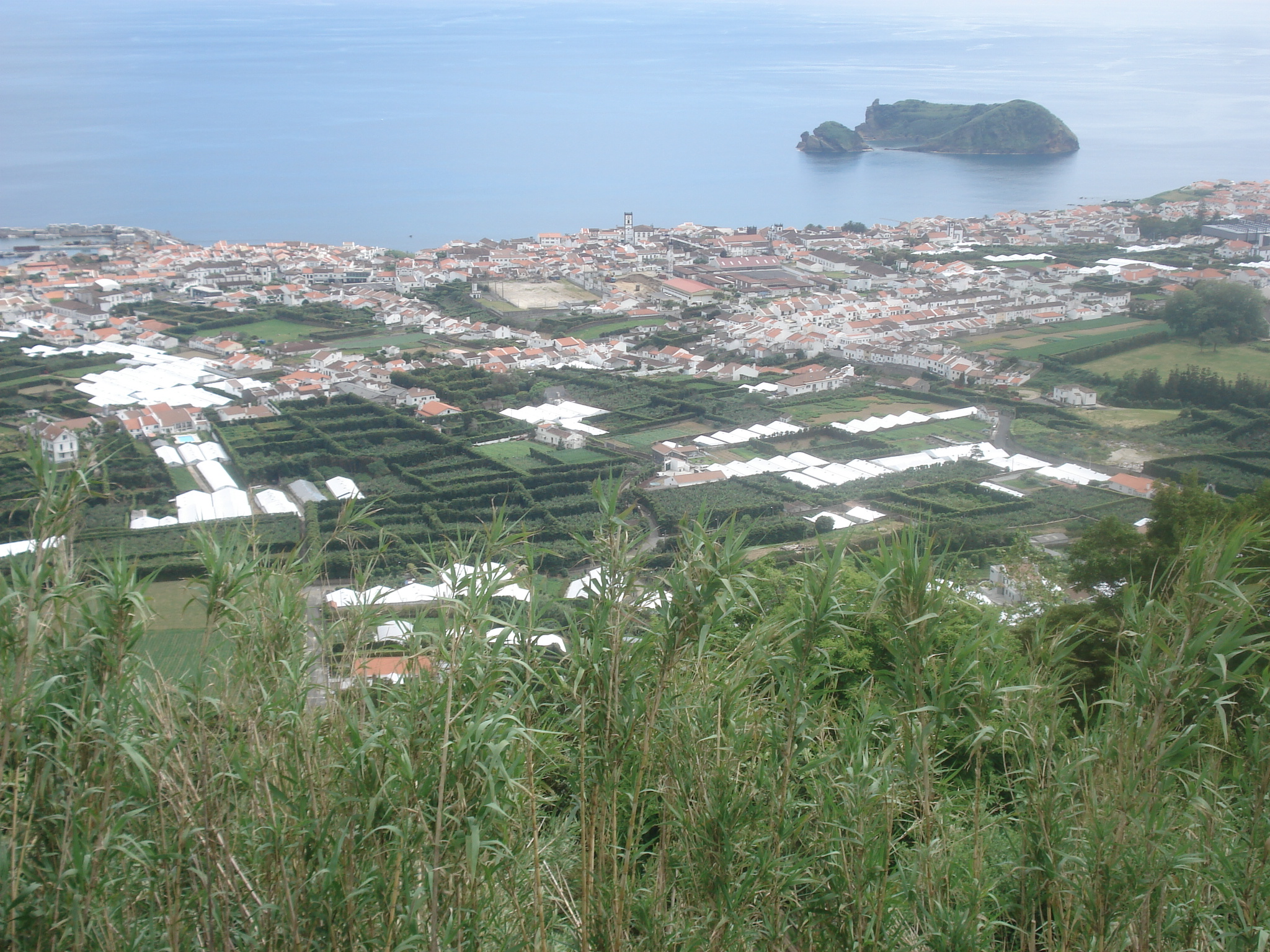

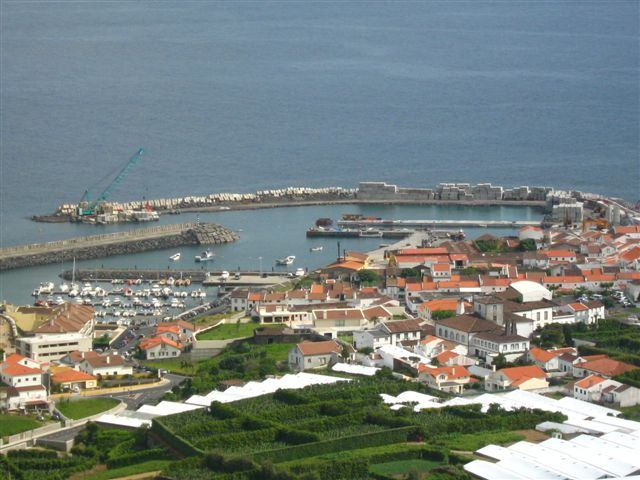

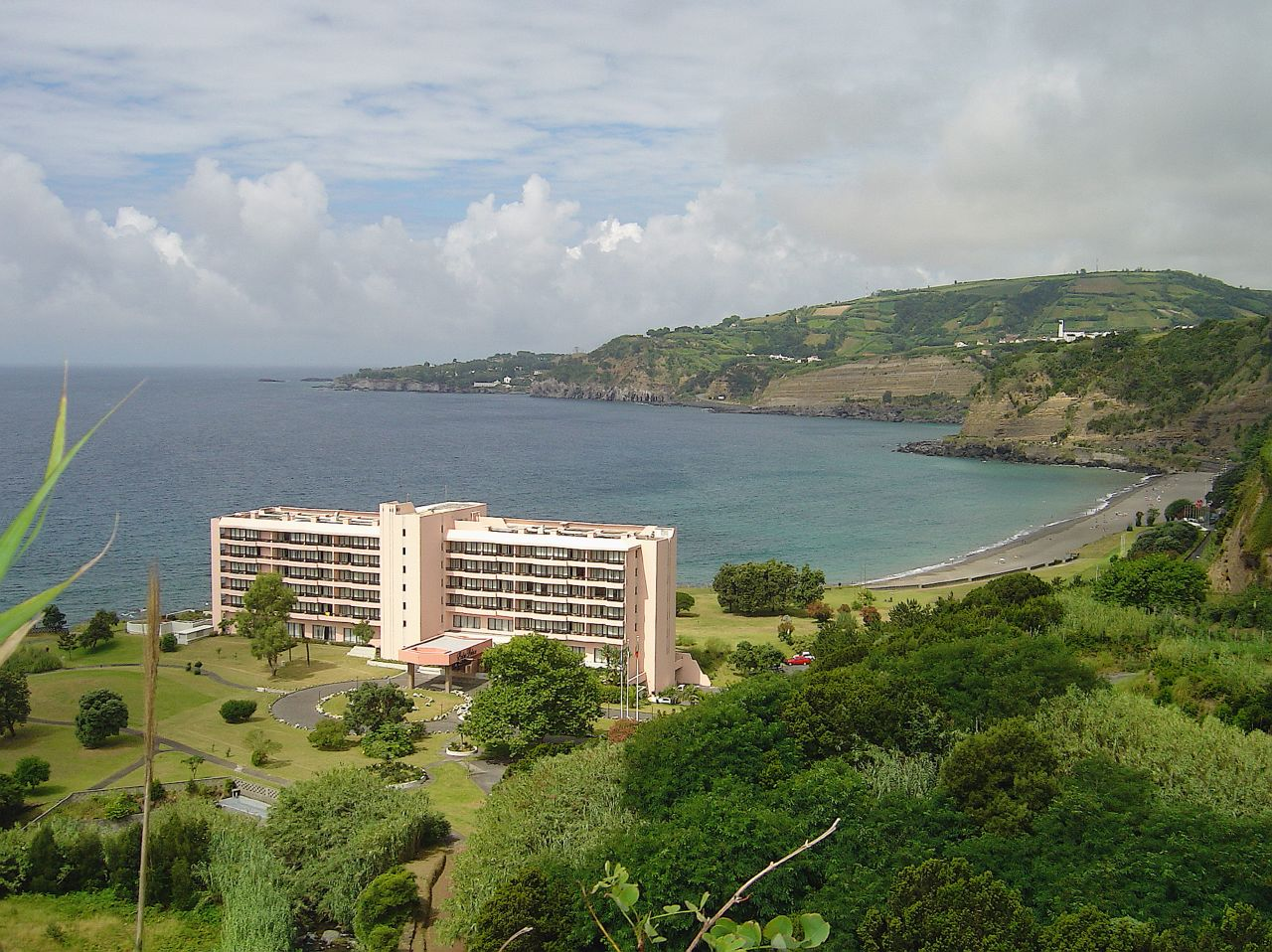

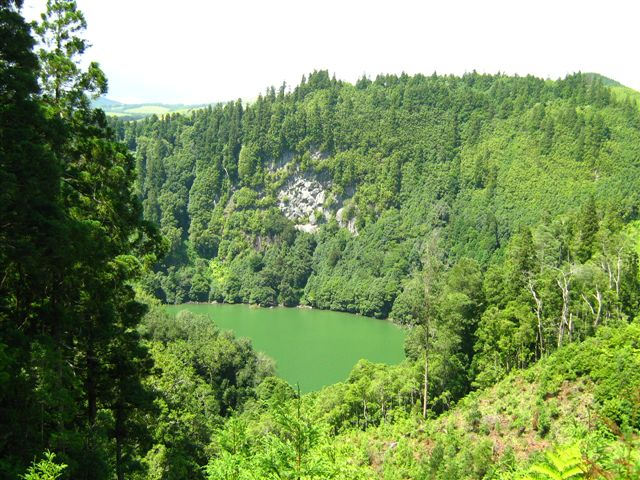

坎普自由鎮（葡萄牙語：Vila Franca do Campo，葡萄牙語發音：[ˈvilɐ ˈfɾɐ̃kɐ ðu ˈkɐ̃pu] ⓘ）是葡萄牙的市镇，位於亞速爾群島的聖米格爾島，始建於1472年，面積78平方公里，海拔高度949米，2011年人口11,229，人口密度每平方公里144人。

## 知名人物
- 鄂本笃：耶稣会士、探险家，首名经陆路从印度到达中国的欧洲人。